# Oscar Tascheret
Oscar Nicolás Tascheret (San Juan, 13 de enero de 1912-desconocido) fue un médico y político argentino, miembro del Partido Peronista. Se desempeñó como senador nacional por la provincia de San Juan entre 1946 y 1949, y como el primer embajador de Argentina en la India entre 1950 y 1951.

## Biografía
Nació en la ciudad de San Juan en 1912. Estudió medicina en la Facultad de Ciencias Médicas de la Universidad Nacional de Córdoba, especializándose en traumatología y ortopedia. Obtuvo una beca en la clínica ortopédica de la Universidad de Leipzig.
En su carrera como médico, fue asistente en una clínica en Viena, médico de Standard Oil, jefe de medicina en la Dirección General de Higiene de la provincia de Buenos Aires entre 1945 y 1946, y miembro de los servicios médicos del Ministerio de Agricultura de la Nación.
En su carrera política, fue miembro del Partido Peronista, y entre 1946 y 1949 se desempeñó como senador nacional por la provincia de San Juan. Presidió la comisión administradora de la Biblioteca del Congreso de la Nación y fue miembro de las comisiones de Relaciones Exteriores y Culto; de Presupuesto, Hacienda y Finanzas; y de Instrucción Pública.
En 1949 el presidente Juan Domingo Perón lo designó como el primer embajador de Argentina en la India, tras el establecimiento de relaciones diplomáticas entre ambos países. Presentó sus cartas credenciales el 4 de abril de 1950, desempeñándose hasta 1951.

## Publicaciones
- «El contenido social en las constituciones modernas», Hechos e Ideas, N.° 53, Año IX (agosto de 1948).[6]
- «Dr. Oscar Tascheret, senador nacional por San Juan: su actuación en el Parlamento Argentino, 1946-1949» (1949).[7]